# 2016年レッドブル・エアレース・ワールドシリーズ アブダビ
座標: 北緯24度28分17秒 東経54度19分50秒 / 北緯24.47139度 東経54.33056度
2016年レッドブル・エアレース・ワールドシリーズ アブダビでは、通算11シーズン目となるレッドブル・エアレース・ワールドシリーズの内、2016年3月12日・13日にアラブ首長国連邦アブダビで行われた2016年シーズン開幕戦について述べる。アブダビは2005年シーズンから毎年初戦が行われる地となっており、今回で9度目である。

## 概要
3月8日、海上で行われるレースに備えて、水中での救難訓練が行われた。3月9日、季節外れの雷雨に見舞われ、予定されていたトレーニング・フライトが中止となったほか、高波のため設置が完了していた艀（はしけ、バージ）を移動させたり、パイロンの空気が抜かれるなどした。
元エアレース・パイロットでレース・ディレクターを務めるスティーヴ・ジョーンズは、アブダビ戦のコースのポイントを3つ挙げ、ゲート3のバーティカル・ターン、バックストレートのゲート4-6での水平角度、最後のゲート7のバーティカル・ターンであるという。
マスタークラス
3月10日に行われたトレーニング・フライト1で、マティアス・ドルダラー（ドイツ）が56秒440のタイムをたたき出し、ニコラス・イワノフ（フランス）がわずか0.146秒遅れて2位、ディフェンディング・チャンピオンのポール・ボノムがいない今シーズン、最も期待がかかるマット・ホール（オーストラリア）はドルダラーより0.5秒遅れて3位だった。その後に行われたフリー練習1では、2014年シリーズのチャンピオンであるナイジェル・ラム（イギリス）が、過去のアブダビ戦のタイムの中でも最も早い56秒416を記録した。フリー練習2では、ハンネス・アルヒ（オーストリア）が57秒624で1位となったが、この日に最も驚かせたのは新しい機体を導入しシーズン2年目に臨むフアン・ベラルデ（スペイン）が57秒129で2位に入ったことだった。
最後の練習セッションではホールが2位のアルヒに1秒以上の差を付けて1位となったが、マルティン・ソンカ（チェコ）、室屋義秀（日本）、イワノフ、ベラルデらがオーバーGとなるなど不安を残した。
ラウンド・オブ・14では、予選でDNFで最下位に沈んだカービー・チャンブリス（アメリカ）が唯一1分を切るタイムを残し、予選1位のホールは敗退、シーズン2年目のフランソワ・ルボット（フランス）がマスタークラスに昇格してから初めてラウンド・オブ・8に進出した。ラウンド・オブ・8では、ルボットの対戦相手の室屋がオーバーGによりDNFとなり、クリーンな飛行をしたルボットがファイナル4に進出、最終的に3位となり、初の表彰台を獲得した。アルヒはファイナル4に進出したが、セーフティ・ラインを越えて失格となりタイムを計上できなかったため、最終順位は10位となった。

チャレンジャーカップ
3月10日に行われた1度目のフリー練習ではダニエル・リファ（スウェーデン）が1分06秒072で1位、フランシス・バロス（ブラジル）が0.857秒遅れて2位。2度目のフリー練習では新人のケヴィン・コールマン（アメリカ）が1分5秒481でトップに立ち、フロリアン・バーガー（ドイツ）がわずかに遅れて2位、もう1人の新人ベン・マーフィ（イギリス）は4位だった。
レッドブル・エアレース史上初の女性パイロット、メラニー・アストル（フランス）は今大会には出場しない。
昨シーズン休戦したルーク・チェピエラ（ポーランド）が予選を1位で通過した。マーフィはセーフティ・ラインを越えたため失格となった。

## マスタークラス

### 予選
| 順 位 | No. | パイロット               | タイム   | ペナルティ |
| ----- | --- | ------------------------ | -------- | ---------- |
| 1     | 95  | マット・ホール           | 58.079   |            |
| 2     | 21  | マティアス・ドルダラー   | 58.268   |            |
| 3     | 99  | マイケル・グーリアン     | 59.184   |            |
| 4     | 31  | 室屋義秀                 | 59.242   |            |
| 5     | 27  | ニコラス・イワノフ       | 59.523   |            |
| 6     | 22  | ハンネス・アルヒ         | 59.764   |            |
| 7     | 9   | ナイジェル・ラム         | 1:00.160 |            |
| 8     | 84  | ピート・マクロード       | 1:00.424 |            |
| 9     | 26  | フアン・ベラルデ         | 1:01.008 |            |
| 10    | 8   | マルティン・ソンカ       | 1:01.503 | +2秒1      |
| 11    | 18  | ペトル・コプシュタイン   | 1:01.972 |            |
| 12    | 12  | フランソワ・ルボット     | 1:02.135 |            |
| 13    | 37  | ピーター・ポドランセック | 1:02.154 | +2秒2      |
| 14    | 10  | カービー・チャンブリス   | DNF3     |            |

- ^1 ゲート12にて水平違反により+2秒のペナルティ[14]
- ^2 ゲート13にて水平違反により+2秒のペナルティ[14]
- ^3 オーバーGによりDNF判定[14]

### ラウンド・オブ・14
| ヒート | 順位 | パイロット1              | タイム1   | タイム2    | パイロット2            | 順位 |
| ------ | ---- | ------------------------ | --------- | ---------- | ---------------------- | ---- |
| 1      | 14   | マルティン・ソンカ       | 失格1     | 1:02.6282  | ニコラス・イワノフ     | 8    |
| 2      | 13   | ペトル・コプシュタイン   | 1:05.009  | 1:01.154   | 室屋義秀               | 5    |
| 3      | 10   | フアン・ベラルデ         | 1:01.6843 | 1:01.6074  | ハンネス・アルヒ       | 6    |
| 4      | 4    | フランソワ・ルボット     | 1:00.752  | 1:00.653   | マイケル・グーリアン   | 3    |
| 5      | 2    | ピート・マクロード       | 1:00.408  | 1:01.72252 | ナイジェル・ラム       | 11   |
| 6      | 12   | ピーター・ポドランセック | 1:04.9926 | 1:02.3012  | マティアス・ドルダラー | 7    |
| 7      | 1    | カービー・チャンブリス   | 59.864    | 1:01.2997  | マット・ホール         | 9    |

| 凡例                     | 凡例 |
| ------------------------ | ---- |
| ラウンド・オブ・8進出    |      |
| ノックアウト（敗退）     |      |
| 敗者の中で最速（＝進出） |      |

- ^1 ゲート3でセーフティ・ラインを越えたため失格[7]
- ^2 ゲート12にて水平違反により+2秒のペナルティ[7]
- ^3 ゲート6にて水平違反により+2秒のペナルティ[7]
- ^4 ゲート13にて水平違反により+2秒のペナルティ[7]
- ^5 スタートゲートでスピード超過により+1秒のペナルティ[7]
- ^6 ゲート5にて水平違反により+2秒のペナルティ[7]
- ^7 ゲート10にてパイロンヒットにより+3秒のペナルティ[7]

### ラウンド・オブ・8
| ヒート | 順位 | パイロット1            | タイム1 | タイム2  | パイロット2            | 順位 |
| ------ | ---- | ---------------------- | ------- | -------- | ---------------------- | ---- |
| 8      | 7    | 室屋義秀               | DNF1    | 1:03.748 | フランソワ・ルボット   | 4    |
| 9      | 1    | ハンネス・アルヒ       | 58.729  | 59.449   | マイケル・グーリアン   | 6    |
| 10     | 2    | マティアス・ドルダラー | 58.734  | DNF1     | ピート・マクロード     | 8    |
| 11     | 3    | ニコラス・イワノフ     | 58.601  | 59.260   | カービー・チャンブリス | 5    |

| 凡例                 | 凡例 |
| -------------------- | ---- |
| ファイナル4進出      |      |
| ノックアウト（敗退） |      |

- ^1 オーバーGによりDNF判定[8]

| 順 位 | No. | パイロット             | タイム   | ペナルティ |
| ----- | --- | ---------------------- | -------- | ---------- |
| 1     | 27  | ニコラス・イワノフ     | 58.550   |            |
| 2     | 21  | マティアス・ドルダラー | 58.660   |            |
| 3     | 12  | フランソワ・ルボット   | 1:02.281 | +2秒1      |
| 4     | 22  | ハンネス・アルヒ       | 失格2    |            |

| 順 位 | パイロット               | ポイント |
| ----- | ------------------------ | -------- |
| 1     | ニコラス・イワノフ       | 15       |
| 2     | マティアス・ドルダラー   | 12       |
| 3     | フランソワ・ルボット     | 9        |
| 4     | カービー・チャンブリス   | 6        |
| 5     | マイケル・グーリアン     | 5        |
| 6     | ピート・マクロード       | 4        |
| 7     | 室屋義秀                 | 3        |
| 8     | マット・ホール           | 2        |
| 9     | フアン・ベラルデ         | 1        |
| 10    | ハンネス・アルヒ         | 0        |
| 11    | ナイジェル・ラム         | 0        |
| 12    | ピーター・ポドランセック | 0        |
| 13    | ペトル・コプシュタイン   | 0        |
| 14    | マルティン・ソンカ       | 0        |

## チャレンジャーカップ
| 順 位 | No. | パイロット           | タイム   | ペナルティ  |
| ----- | --- | -------------------- | -------- | ----------- |
| 1     | 6   | ルーク・チェピエラ   | 1:07.241 |             |
| 2     | 17  | ダニエル・リファ     | 1:07.348 |             |
| 3     | 77  | フランシス・バロス   | 1:08.198 | +2秒1       |
| 4     | 48  | ケヴィン・コールマン | 1:09.820 | +3秒2       |
| 5     | 62  | フロリアン・バーガー | 1:10.087 | +2秒3       |
| 6     | 24  | ベン・マーフィ       |          | +2秒1 失格4 |

| 順 位 | No. | パイロット           | タイム   | ペナルティ |
| ----- | --- | -------------------- | -------- | ---------- |
| 1     | 17  | ダニエル・リファ     | 1:06.308 |            |
| 2     | 48  | ケヴィン・コールマン | 1:06.945 |            |
| 3     | 62  | フロリアン・バーガー | 1:08.325 |            |
| 4     | 24  | ベン・マーフィ       | 1:08.390 |            |
| 5     | 6   | ルーク・チェピエラ   | 1:09.206 |            |
| 6     | 77  | フランシス・バロス   |          | 失格1      |

## 第1戦終了後のランキング
| 順 位 | パイロット               | ポイント |
| ----- | ------------------------ | -------- |
| 1     | ニコラス・イワノフ       | 15       |
| 2     | マティアス・ドルダラー   | 12       |
| 3     | フランソワ・ルボット     | 9        |
| 4     | カービー・チャンブリス   | 6        |
| 5     | マイケル・グーリアン     | 5        |
| 6     | ピート・マクロード       | 4        |
| 7     | 室屋義秀                 | 3        |
| 8     | マット・ホール           | 2        |
| 9     | フアン・ベラルデ         | 1        |
| 10    | ハンネス・アルヒ         | 0        |
| 11    | ナイジェル・ラム         | 0        |
| 12    | ピーター・ポドランセック | 0        |
| 13    | ペトル・コプシュタイン   | 0        |
| 14    | マルティン・ソンカ       | 0        |

| 順 位 | パイロット           | ポイント |
| ----- | -------------------- | -------- |
| 1     | ダニエル・リファ     | 10       |
| 2     | ケヴィン・コールマン | 8        |
| 3     | フロリアン・バーガー | 6        |
| 4     | ベン・マーフィ       | 4        |
| 5     | ルーク・チェピエラ   | 2        |
| 6     | フランシス・バロス   | 0        |